# Pomnik Gieorgija Żukowa w Jekaterynburgu
Pomnik marszałka Gieorgija Żukowa w Jekaterynburgu (ros. Памятник маршалу Георгию Жукову) – pomnik znajdujący się w Jekaterynburgu, w obwodzie swierdłowskim, przedstawiający marszałka Związku Radzieckiego Gieorgija Żukowa. Odsłonięty w 1995 roku, z okazji pięćdziesięciolecia zakończenia II wojny światowej.

## Historia
Pomnik poświęcony sowieckiemu marszałkowi, Gieorgijowi Konstantinowiczowi Żukowowi, znajduje się na terenie jekaterynburskiego rejonu kirowskiego, przy prospekcie Lenina 71, przed siedzibą Centralnego Okręgu Wojskowego (dawnego Nadwołżańsko-Uralskiego). Lokalizacja monumentu nie jest przypadkowa. W latach 1948–1953 Gieorgij Żukow przebywał w Swierdłowsku na nieformalnym zesłaniu, będąc dowódcą Uralskiego Okręgu Wojskowego i rezydował on właśnie w wyżej wspomnianym budynku. Pomysł wzniesienia pomnika pojawił się w połowie lat dziewięćdziesiątych XX wieku, w związku z obchodzoną w 1995 roku, pięćdziesiątą rocznicą zakończenia II wojny światowej. Autorem projektu jest Giennadij Bielankin (Геннадий Белянкин), a rzeźbę wykonał Konstantin Griunberg (Константин Грюнберг). Ich praca nad wykonaniem monumentu rozpoczęła się w 1994 roku. Fundatorami pomnika były lokalne władze i dowództwo uralskiego okręgu wojskowego, ale datki na ten cel nadchodziły także z wielu zakątków Federacji Rosyjskiej. Od samego początku zleceniodawcy planowali stworzenie pomnika w formie jeźdźca umiejscowionego na cokole. Prace rozpoczęły się w grudniu 1994 roku i postępować one musiały niezwykle szybko, gdyż odsłonięcie pomnika zaplanowano na 9 maja 1995 roku. Wykonawca wziął pod uwagę ciężkie warunki atmosferyczne panujące w miesiącach zimowych na terenie uralskiej metropolii. Wsparcia Kontantinowi Griunbergowi udzielali wojskowi inżynierowie i specjaliści. Pomnik został wykonany w zakładach Uralmaszu, a na miejsce przetransportowano go koleją. Uroczyste odsłonięcie nastąpiło w pięćdziesiątą rocznicę kapitulacji III Rzeszy, 9 maja 1995 roku, w czasie obchodów Dnia Zwycięstwa.

## Charakterystyka
Jekaterynburski pomnik Gieorgija Żukowa jest typem pomnika konnego i przedstawiała on sowieckiego marszałka na koniu. Zwierzę jest wspięte, z przednimi kopytami wyciągniętymi, całość umieszczono na owalnym postumencie, który zdobią reliefy o tematyce wojskowej oraz pamiątkowa inskrypcja. Monument wykonany został z brązu, a jego masa wynosi około 17 ton. W 2007 roku architekci za projekt i wykonanie pomnika otrzymali nagrodę. Na tablicy pamiątkowej na froncie cokołu umieszczono, otoczone wieńcem laurowym, cztery złote gwiazdy Bohatera Związku Radzieckiego i dwa Krzyże Zasługi Wojskowego orderu Świętego Jerzego. Wyryta została tam także następująca inskrypcja:

Żukowowi G. K.
żołnierzowi i marszałkowi
od Uralu
1995

W dni świąt - np. Dzień Zwycięstwa (9 maja) czy Dzień Obrońcy Ojczyzny (23 lutego) pod pomnikiem składane są kwiaty przez delegacje władz miejskich, obwodowych i wojskowych. W 2010 roku w Federacji Rosyjskiej przeprowadzono reformę polegającą na scalaniu okręgów wojskowych - wybór Jekaterynburga na miejsce stacjonowania sztabu był dokonany m.in. ze względu na obecność przed budynkiem siedziby władz wojskowych pomnika marszałka Gieorgija Żukowa.